# Галіуллінка
Галіу́ллінка (рос. Галиуллинка, башк. Ғәлиулла) — присілок у складі Бакалинського району Башкортостану, Росія. Входить до складу Діяшевської сільської ради.
Населення — 9 осіб (2010; 10 у 2002).
Національний склад:
- татари — 100 %